# Parc Nacional de Rāzna
El Parc Nacional de Rāzna (en letó,  Rāznas nacionālais parks) és un parc nacional a la regió de Letgàlia, a l'est del país europeu de Letònia. Va ser establert l'any 2007 i cobreix una àrea de 596,15 quilòmetres quadrats (205 milles quadrades).
Va ser creat per protegir el llac Rāzna, el segon llac més gran de Letònia, i les àrees circumdants.
El parc està situat en el territori de vuit municipis rurals, aproximadament 8.000 persones viuen en el perímetre del parc:
- Regió Rēzekne: Kaunata, Mākoņkalns, Lūznava i Čornaja;
- Regió Dagda: Andrupene, Andzeļi i Ezernieki;
- Comtat de Ludza: Rundēni.